# Stejnopohlavní manželství v Nepálu
Stejnopohlavní manželství není v Nepálu legalizované, ani uznávané. V letech 2011 a 2012, kdy země procházela přechodem z monarchie na republiku, byla do nově sepsané nepálské ústavy začleněná ochrana LGBT minority. Nicméně vyjednávání mezi politickými představiteli skončily na jaře 2012 neúspěchem a implementace prozatímní ústavy byla odložená do konání nových voleb 2013.
Novou ústavu přijalo Ústavodárné shromáždění 16. září 2015  se ustanoveními o ochraně práv LGBT lidí, ale bez zmínce o stejnopohlavním manželství.

## Historie
17. listopadu 2008 rozhodl Nejvyšší soud Nepálu, že LGBT lidé mají nárok na zákonnou ochranu svých práv, včetně práva na uzavření sňatku, a že zákon musí veškeré genderové minority definovat jako „fyzické osoby“. „Cítím se velmi potěšen tímto průlomovým rozhodnutím o sexuálních menšinách,“ řekl Sunil Babu Pant, první otevřeně homosexuální Nepálec a právník, který stojí v pozadí LGBT aktivismu v Jižní Asii. Soud vyzval nepálskou vládu, aby ustanovila komisi, která se bude zabývat zákony o homosexuálním partnerství s tím, že by takové zákony odstranily veškerou diskriminaci sexuálních menšin, včetně transgender lidí a crossdresserů.
22. března 2009 řekl Pant v rozhovoru pro Indo-Asian News Service, že soud přiznal gayům a lesbám právo na uzavření manželství, a že se vláda chystá přijmout příslušný zákon. Tím naznačil, že ačkoli Nejvyšší soud nařídil legalizaci stejnopohlavního manželství, je zapotřebí přijetí příslušného zákona ze strany politické reprezentace. V červnu 2009 řekl Pais, že „proces legalizace začal. Nepál momentálně prochází procesem přechodu od monarchie k republice, a to znamená, že k takto okrajovým změnám bude docházet pozvolna. Momentálně byla založená sedmičlenná komise, která se zabývá studií zákonů o manželství párů stejného pohlaví v jiných zemích. Doufejme, že stihnou sepsat návrh zákona o stejnopohlavním manželství v nejbližší možné době, aby ho vláda mohla schválit,“ řekl Pant.
Několik zdrojů uvádí, že stejnopohlavní manželství a ochrana sexuálních menšin je součástí nově sepsané nepálské ústavy. Prozatímní ústava přijatá Ústavodárným shromážděním je pouze základem pro sepsání řádné nepálské ústavy. Podle ustanovení prozatímní ústavy by nová ústava měla být promulgována do 30. listopadu 2011, ale připouští se šestiměsíční prodlení, což znamená, že konečný termín přijetí permanentní ústavy je 31. květen 2012. Vyjednávání o nové ústavě však nebyly dokončeny a nepálský premiér Baburam Bhattarai 28. května 2012 rozpustil Ústavodárné shromáždění kvůli přípravám na nadcházející volby. Z tohoto důvodu je budoucnost stejnopohlavního manželství nejasná.
Volby proběhly 19. listopadu 2013. Hlasování o nové ústavě bylo opět odloženo. Původně k němu mělo dojít 22. listopadu 2012 následujíc po rozpuštění Ústavodárného shromáždění 27. května 2012, ale volební komise to opět odložila. 10. února 2014 byl Sushil Koirala zvolen novým nepálským premiérem, což obnovilo politickou činnost na dokončení stále nepálské ústavy.
V lednu 2014 zformoval člen komise Chaitanya Mishra studii o mezinárodních zákonech o stejnopohlavním manželství a připravil následný report pro vládu s tím, že veškeré práce na této problematice byly dokončeny, vyjma podoby příslušného zákona, kterou měly zpracovat členové komise. Člen komise Laxmi Raj Pathak sliboval, že předloží vládě zprávu do měsíce, ale řekl, že z její strany cítí laxní přístup k tomuto tématu. Bhumika Shrestha, gay aktivistka z Blue Diamond Society, se k tomu vyjádřila tak, že podá žalobu k Nejvyššímu soudu.
V srpnu 2014 reportoval Associated Press, že komise doporučila nepálské vládě legalizaci stejnopohlavního manželství. Ten samý měsíc oznámil ministr práva, spravedlnosti, ústavních a parlamentních záležitostí Narahari Acharya, že si jeho úřad vezme na starosti návrh zákona o manželství párů stejného pohlaví. 9. února 2015 si nepálská vláda oficiálně převzala komisionální report.
V lednu 2016 řekl vládní mluvčí, že se doporučení komise nacházejí v procesu konzultace. V únoru 2016 vyzval Národní výbor pro lidská práva vládu k okamžitému předložení zákona o stejnopohlavním manželství. V říjnu 2016 vytvořilo Ministerstvo žen, dětí a sociální péče vlastní komisi pro účely zpracování zákona o stejnopohlavním manželství. Následně pak byl zpracován návrh novely občanského zákoníku. Nicméně od února 2017 došlo k vynětí části o legalizaci manželství pro páry stejného pohlaví. Mnoho lidskoprávních aktivistů návrh kritizuje také kvůli tomu, že chce zakázat rozvedeným ženám znovu uzavírat sňatek.
V červenci 2017 se podařilo jednomu páru (jeden z partnerů se identifikuje jako třetí pohlaví) úspěšně zaregistrovat manželství v západním okresu Dadeldhura. LGBT aktivista Sunil Babu Pant novomanželům pogratuloval a řekl, že je zákon o stejnopohlavním manželství diskutován v parlamentu. Mluvčí Ministerstva vnitra Deepak Kafle řekl, že by manželství šlo zneplatnit.